# 東能代駅
東能代駅（ひがしのしろえき）は、秋田県能代市鰄渕（かいらげふち）字下悪戸（しもあくど）にある、東日本旅客鉄道（JR東日本）・日本貨物鉄道（JR貨物）の駅である。

## 概要
米代川南岸に位置し、能代市の中心部からは離れている。奥羽本線と五能線の2路線が乗り入れ、接続駅となっている。所属線は奥羽本線であり、五能線は当駅が起点となる。JR貨物は奥羽本線のみ第二種鉄道事業免許を有しており、当駅は同社の貨物駅でもあるが、現在はトラック便も含めて定期便の発着はない。

## 歴史
- 1901年（明治34年）11月1日：国鉄の能代駅（のしろえき）として山本郡扇淵村に開業[2][4]。
- 1903年（明治36年）12月11日：能代電信取扱所を開設[5]。公衆電報の取扱を開始。
- 1908年（明治41年）7月1日：能代町貨物取扱所まで路線が延伸[6]。
- 1909年（明治42年）11月1日：機織駅（はたおりえき）に改称[4]。同時に能代町駅が能代駅に改称[7]。
- 1943年（昭和18年）6月15日：東能代駅に改称[8]。
- 1962年（昭和37年）6月10日：特急「白鳥」が停車となる[新聞 1]。
- 1986年（昭和61年）
  - 11月1日：荷物の取り扱いを廃止[4]。
  - 12月23日：みどりの窓口を開設[新聞 2]。
- 1987年（昭和62年）4月1日：国鉄分割民営化に伴い、東日本旅客鉄道（JR東日本）・日本貨物鉄道（JR貨物）の駅となる。
- 1992年（平成4年）3月14日：コンテナ貨物の取扱を開始[4]。
- 1998年（平成10年）3月14日：貨物列車の発着が廃止され、自動車代行駅となる[4]。
- 2006年（平成18年）4月1日：東能代オフレールステーションを開設。
- 2011年（平成23年）3月30日：自動改札機の稼働を開始。
- 2013年（平成25年）3月16日：トラック便の発着がなくなり、東能代オフレールステーションの営業を終了。JR貨物の駅は定期便設定なしの貨物駅となる[注 1]。
- 2015年（平成27年）10月1日：鯉川駅および鹿渡駅の管理が土崎駅から当駅に変更となる。
- 2018年（平成30年）12月1日：大館駅業務委託化に伴い、前山駅 - 陣場駅間の管理が当駅に変更となる。
- 2019年（令和元年）9月17日：能代警察署員や県警機動隊員、駅員など約30人にて、テロ対処訓練を実施[新聞 3]。
- 2020年（令和2年）
  - 3月26日：1番線ホームの跨線橋階段に「天空の不夜城」のラッピングが行われる[報道 2][新聞 4]。
  - 4月1日：能代駅の業務委託化に伴い、能代駅 - 岩館駅間の管理が当駅に変更となる。
  - 6月30日：みどりの窓口の営業を終了[3]。
  - 7月1日：話せる指定席券売機を導入[3][報道 1]。
- 2022年（令和4年）
  - 2月24日：キオスクがこの日から無人化。営業時間が短縮されたほか、支払方法はキャッシュレスのみとなり、現金・商品券は使用不可となった。また、駅弁や酒・たばこ・カウンターコーヒーの取り扱いを終了した。
  - 3月12日：東能代駅（県北地区連携室を含む）と東能代運輸区を統合した東能代統括センターを設置。東能代駅長は東能代統括センター所長（県北地区駅長兼務）となる。
- 2024年（令和6年）
  - 2月28日：東能代統括センターと能代警察署員、能代消防署員など計57人が参加し、不審者対応訓練を実施[新聞 5]
  - 10月1日：えきねっとQチケのサービスを開始[1][報道 3]。
  - 10月20日：東能代統括センターが初めて企画し、構内にある訓練施設にて列車の操作を学ぶシミュレーターなどを体験してもらう催しを開催[9]。県内外の鉄道ファン5人が参加[9]。
- 2025年（令和7年）4月1日：地域と連携しながら施策を推進する「地域共創オフィス」を駅構内の事務室に設置[新聞 6]。

## 駅構造
単式ホーム1面1線と島式ホーム1面2線、合計2面3線のホームを有する地上駅である。互いのホームは跨線橋で連絡している。なお、跨線橋は2020年（令和2年）3月26日より、階段に「天空の不夜城」をモチーフとしたラッピングがなされている。
構内南側に鉄筋駅舎を備える。直営駅であり、自動改札機（Suica非対応、えきねっとQチケ対応）、自動券売機、話せる指定席券売機、無人KIOSKが設置されている。東能代統括センター所在駅で秋田支社県北地区の地区駅となっている。また管理駅として奥羽本線の鯉川駅 - 陣場駅間、五能線の能代駅 - 岩館駅間の各駅を管理している。
1番線のホーム上にはバスケットボールのゴールポストが設置されている。2・3番線のホーム上には「リゾートしらかみ」で使用される「くまげら」編成を模様した待合室が設置されている。また、待合室内にはキハ58系気動車第23編成の運転席が設置されており、椅子に座ることができる。
構内には東能代統括センター乗務ユニットがあり、転車台が設置されている。また、夜間滞泊も行われている。

### のりば
| 番線 | 路線      | 方向 | 行先                 |
| ---- | --------- | ---- | -------------------- |
| 1    | ■奥羽本線 | 上り | 秋田・大曲方面       |
| 2    | ■奥羽本線 | 下り | 大館・弘前・青森方面 |
| 3    | ■五能線   | 下り | 能代・岩館・深浦方面 |

- 臨時快速「リゾートしらかみ」は2番線から発着する。

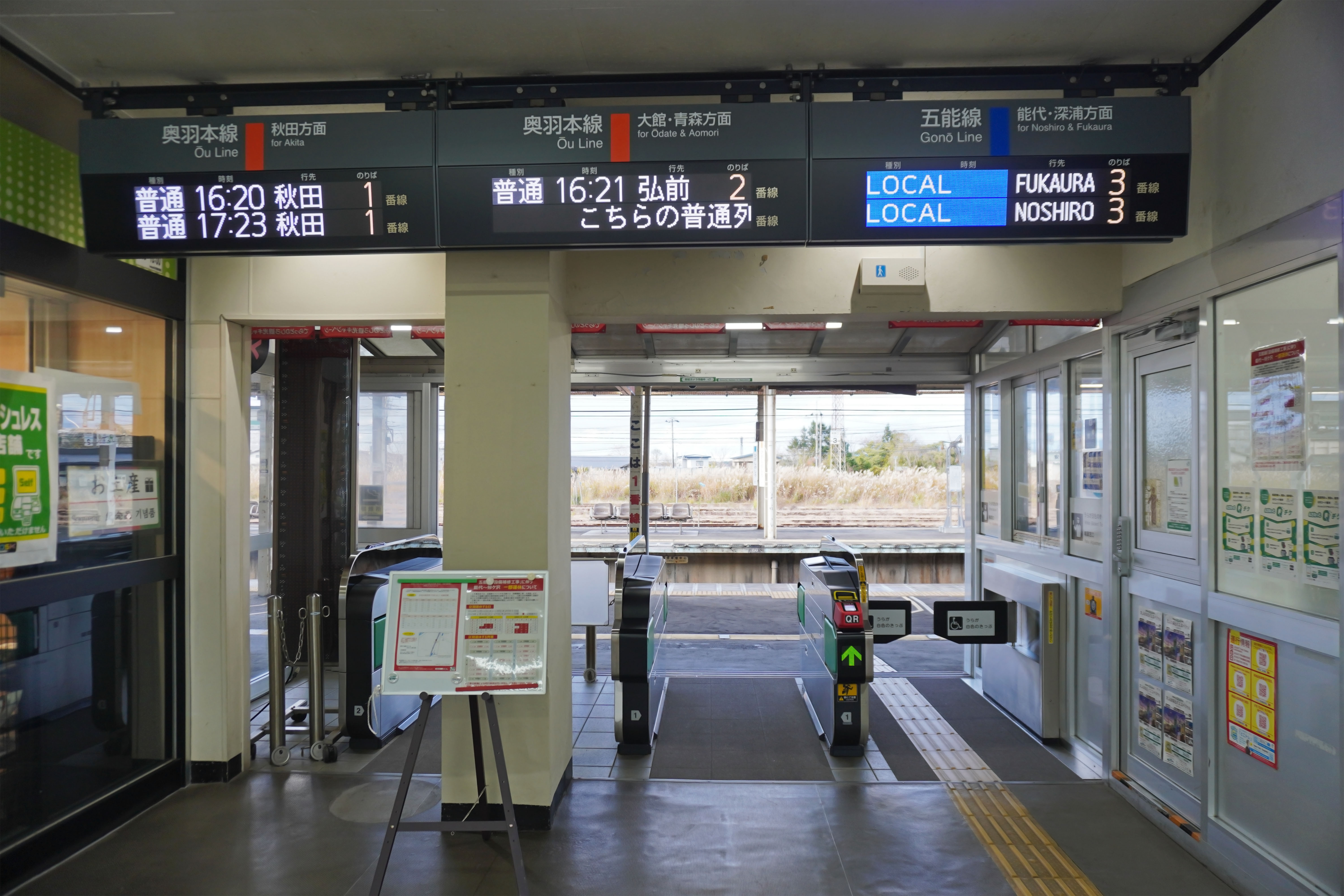
改札口（2024年11月）
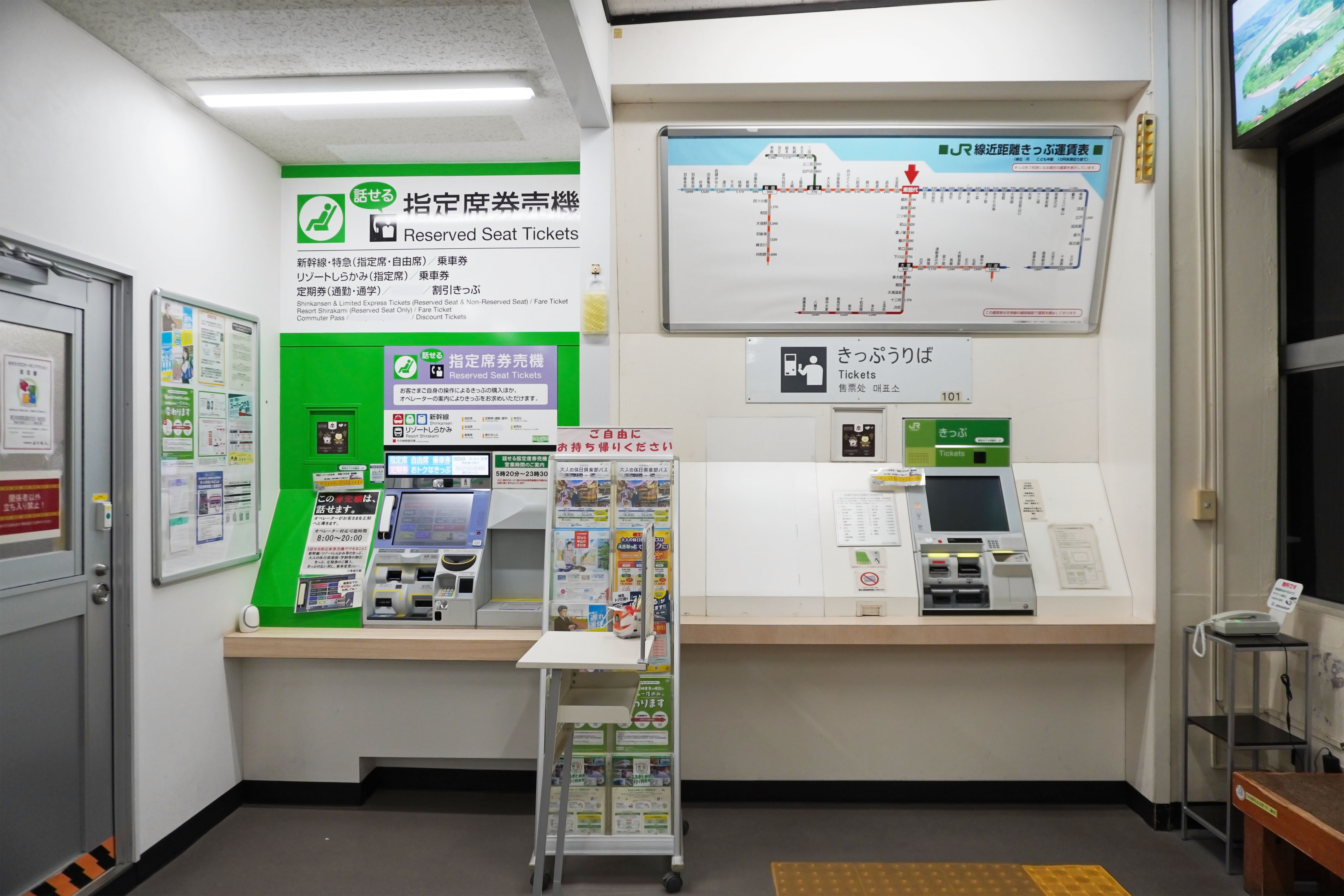
切符売り場（2024年5月）
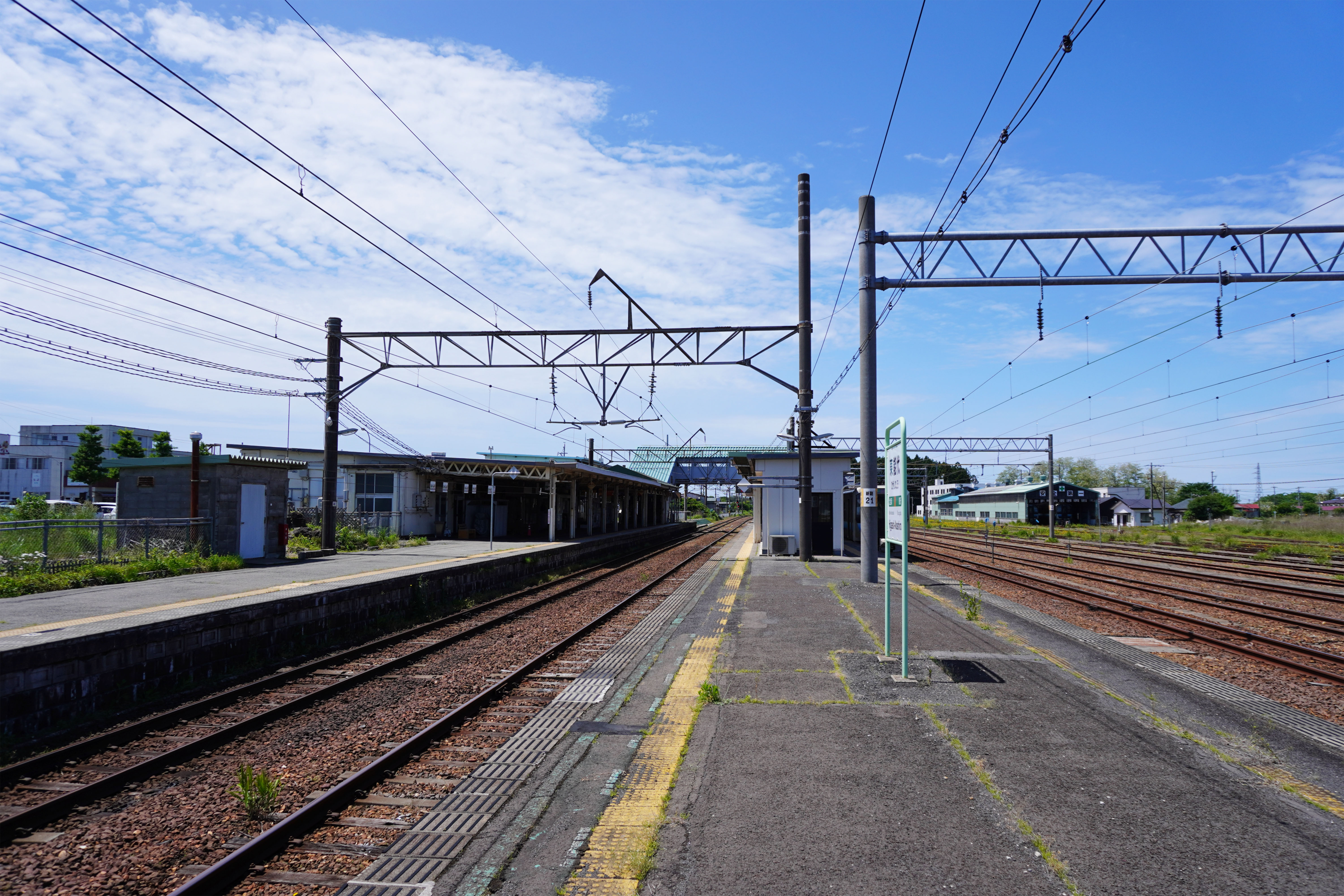
ホーム（2024年5月）
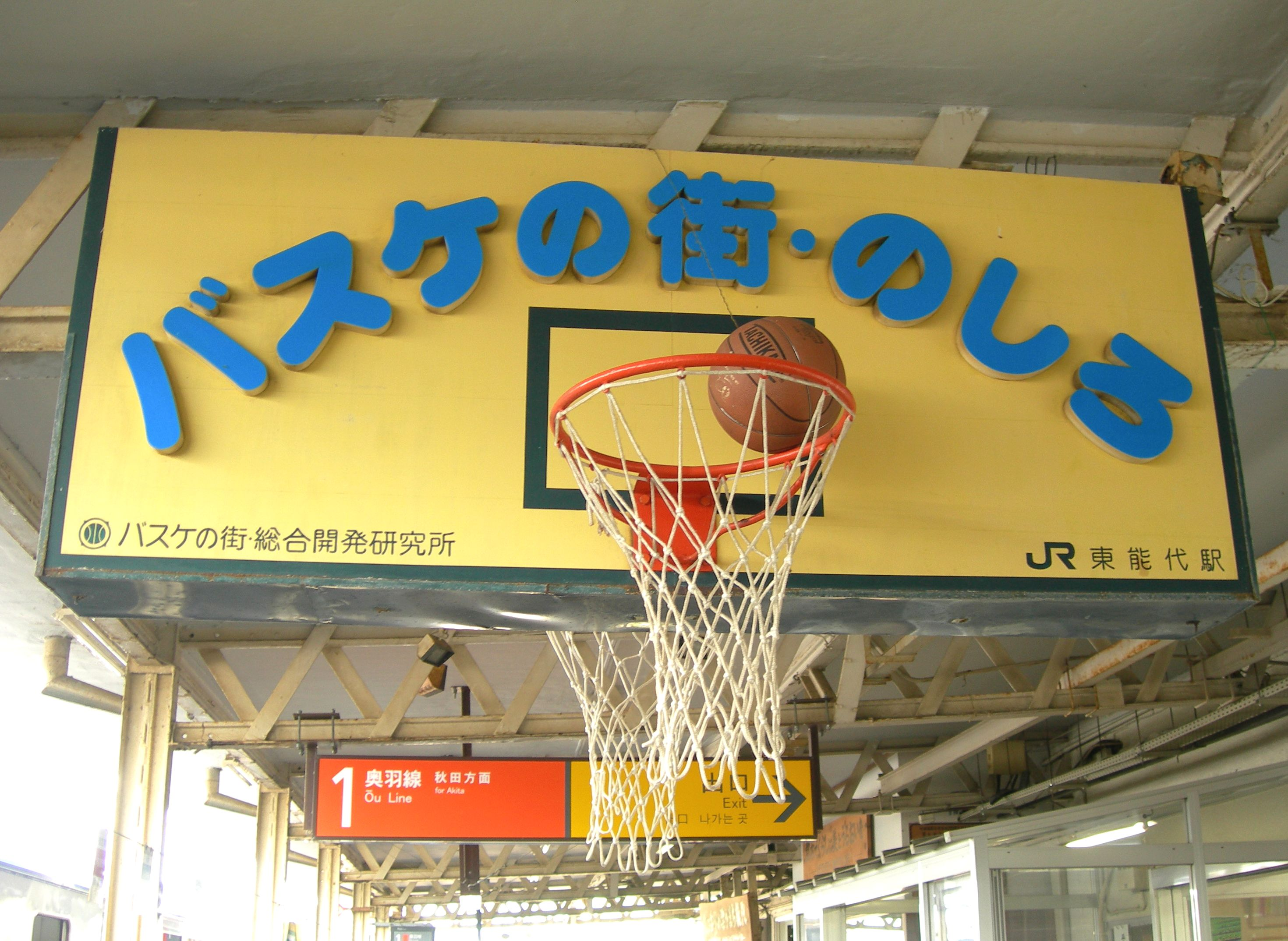
ホームのバスケットゴール（2010年10月）
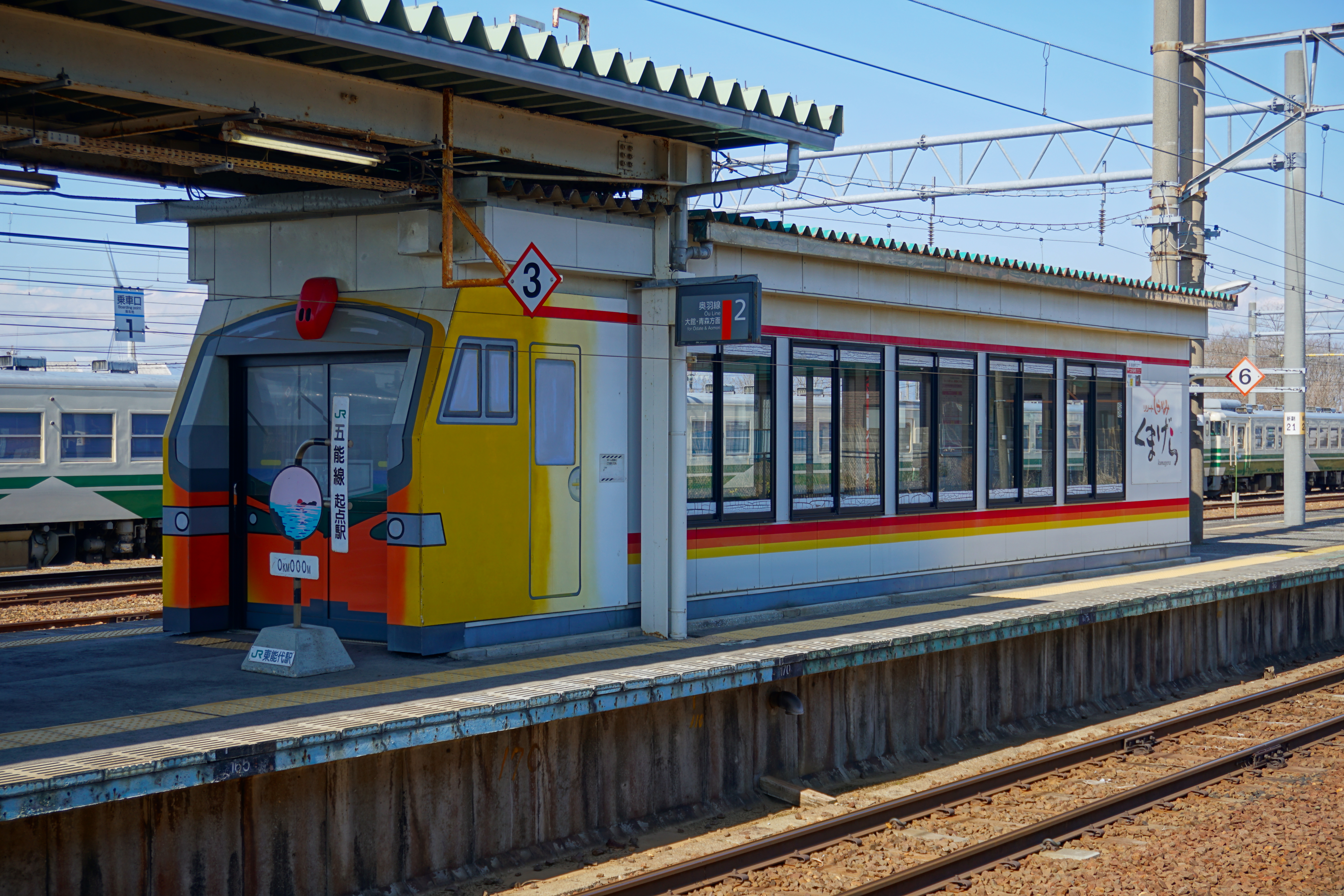
リゾートしらかみ「くまげら」編成を模したホーム上の待合室（2021年4月）
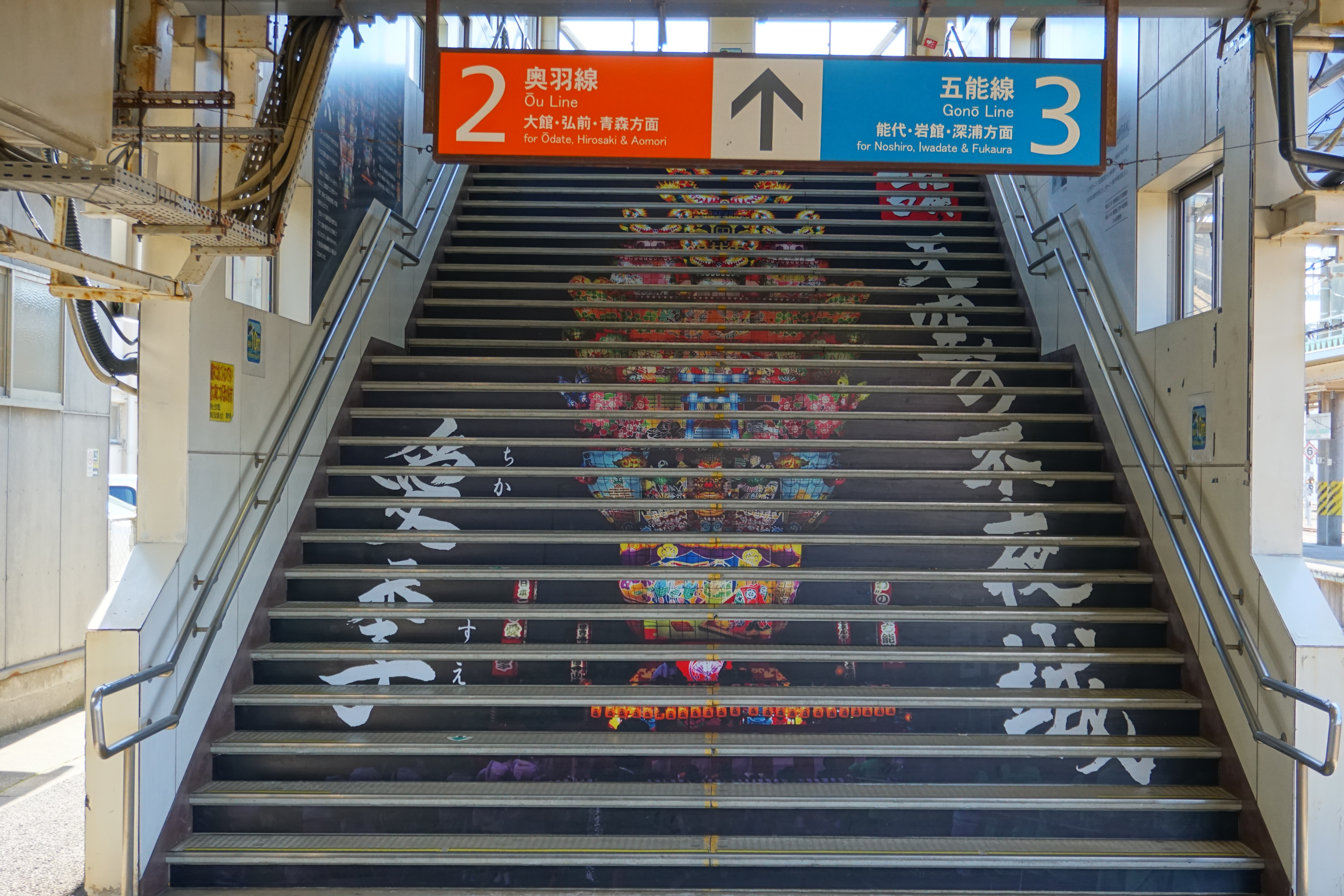
「天空の不夜城」がラッピングされた跨線橋階段（2021年4月）
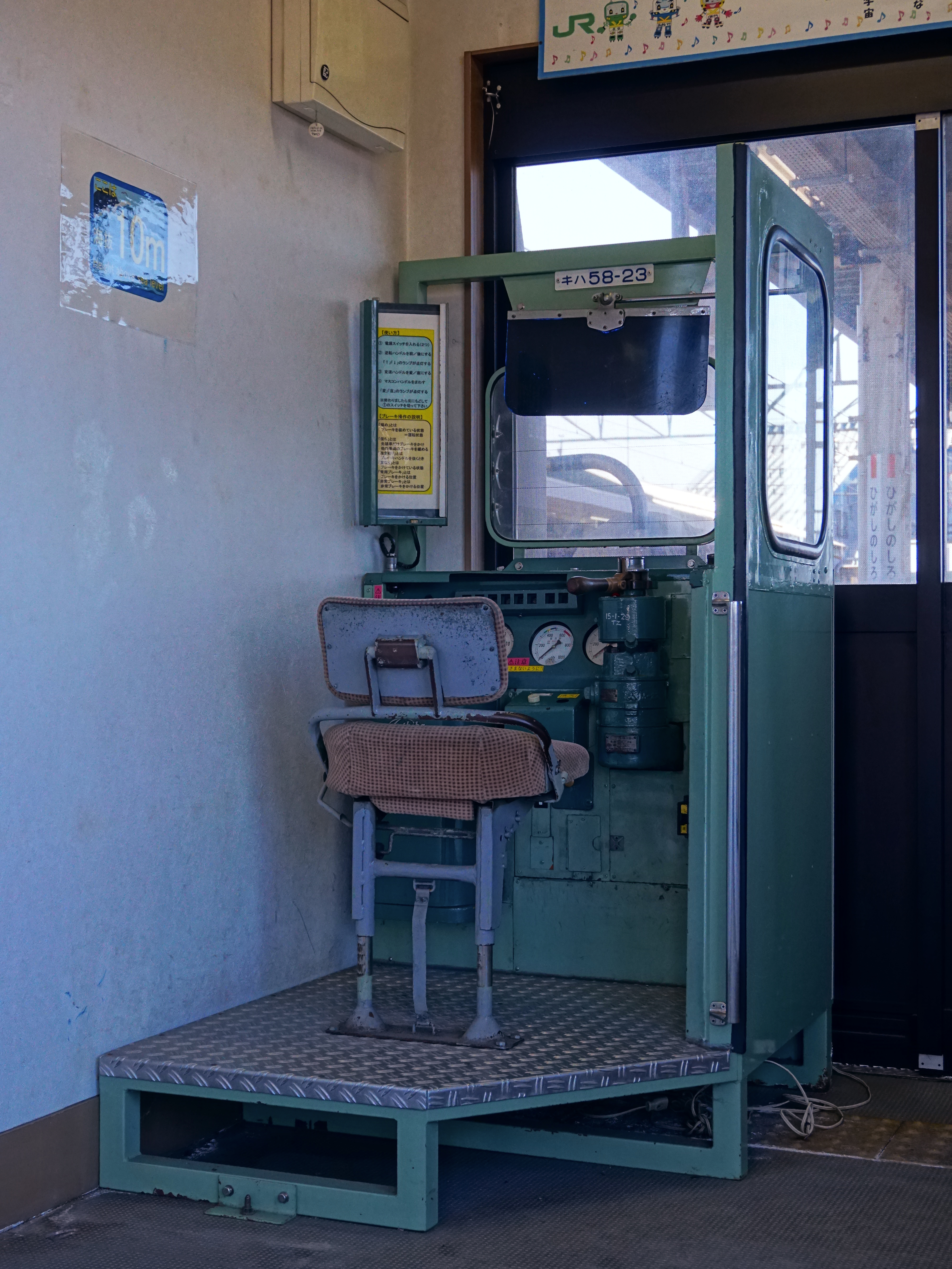
ホーム待合室内に設置されたキハ58系の運転台（2021年4月）

### 駅弁
過去には下記の駅弁をKIOSKで取扱っていた。いずれも大館駅「花善」謹製。KIOSKの無人化に伴い取扱を終了した。ただし、JTB時刻表 2025年3月号には、東能代駅の駅弁が掲載されている。
- 比内地鶏の鶏めし
- 鶏めし

## 東能代オフレールステーション
東能代オフレールステーション（略称、東能代ORS）は、かつて旅客駅の北側にあった、JR貨物東能代駅に属するコンテナ集配基地である。12フィートのコンテナ貨物を取扱っており、貨物列車代替のトラック便が秋田貨物駅との間で1日2往復運行されていた。
元々東能代駅は貨物列車が発着していたが、1998年（平成10年）にトラック代行輸送に転換され自動車代行駅となった。その後2006年（平成18年）の名称整理の際にオフレールステーションとなった。しかし、2013年（平成25年）のダイヤ改正でそのトラック便も廃止され、東能代オフレールステーションの営業は終了した。同時に、JR貨物東能代駅は、貨物列車・トラック便ともに定期便の設定がない車扱臨時取扱駅となった。
そのほか、駅北側にある秋木工業（現 アキモクボード）を通って米代川に向かう専用線も存在した。専用線敷設当時は米代川の砂利輸送を行っていたが、後に秋木工業の木材輸送として使われるようになった。この秋木工業専用線は1993年（平成5年）に廃止されたが、専用線の跡地は大半が道路や駐車場に転用されているものの、踏切跡や鉄橋跡など一部の跡地は線路が撤去されずに残っている。

## 利用状況

### 旅客
JR東日本によると、2023年度（令和5年度）の1日平均乗車人員は462人である。
2000年度（平成12年度）以降の推移は以下のとおりである。
| 1日平均乗車人員推移 | 1日平均乗車人員推移 | 1日平均乗車人員推移 | 1日平均乗車人員推移 | 1日平均乗車人員推移 |
| 年度                | 定期外              | 定期                | 合計                | 出典                |
| ------------------- | ------------------- | ------------------- | ------------------- | ------------------- |
| 2000年（平成12年）  |                     |                     | 829                 | [ JR 2 ]            |
| 2001年（平成13年）  |                     |                     | 819                 | [ JR 3 ]            |
| 2002年（平成14年）  |                     |                     | 799                 | [ JR 4 ]            |
| 2003年（平成15年）  |                     |                     | 777                 | [ JR 5 ]            |
| 2004年（平成16年）  |                     |                     | 749                 | [ JR 6 ]            |
| 2005年（平成17年）  |                     |                     | 720                 | [ JR 7 ]            |
| 2006年（平成18年）  |                     |                     | 676                 | [ JR 8 ]            |
| 2007年（平成19年）  |                     |                     | 622                 | [ JR 9 ]            |
| 2008年（平成20年）  |                     |                     | 603                 | [ JR 10 ]           |
| 2009年（平成21年）  |                     |                     | 573                 | [ JR 11 ]           |
| 2010年（平成22年）  |                     |                     | 555                 | [ JR 12 ]           |
| 2011年（平成23年）  |                     |                     | 508                 | [ JR 13 ]           |
| 2012年（平成24年）  | 204                 | 320                 | 524                 | [ JR 14 ]           |
| 2013年（平成25年）  | 201                 | 335                 | 536                 | [ JR 15 ]           |
| 2014年（平成26年）  | 196                 | 325                 | 521                 | [ JR 16 ]           |
| 2015年（平成27年）  | 190                 | 322                 | 513                 | [ JR 17 ]           |
| 2016年（平成28年）  | 193                 | 318                 | 511                 | [ JR 18 ]           |
| 2017年（平成29年）  | 191                 | 314                 | 506                 | [ JR 19 ]           |
| 2018年（平成30年）  | 196                 | 303                 | 500                 | [ JR 20 ]           |
| 2019年（令和元年）  | 178                 | 310                 | 488                 | [ JR 21 ]           |
| 2020年（令和02年）  | 88                  | 310                 | 399                 | [ JR 22 ]           |
| 2021年（令和03年）  | 102                 | 311                 | 414                 | [ JR 23 ]           |
| 2022年（令和04年）  | 126                 | 312                 | 438                 | [ JR 24 ]           |
| 2023年（令和05年）  | 145                 | 317                 | 462                 | [ JR 1 ]            |

### 貨物
「能代市の統計」によると、2000年度（平成12年度）- 2012年度（平成24年度）の貨物輸送の推移は以下のとおりであった。なお、2001年度（平成13年度）- 2004年度（平成16年度）の統計は公表されていない。
| 貨物輸送推移       | 貨物輸送推移 | 貨物輸送推移 | 貨物輸送推移 |
| 年度               | 発送         | 到着         | 出典         |
| ------------------ | ------------ | ------------ | ------------ |
| 2000年（平成12年） | 12,764       | 7,310        | [ 市 1 ]     |
| 2001年（平成13年） | 非公表       | 非公表       | [ 市 1 ]     |
| 2002年（平成14年） | 非公表       | 非公表       | [ 市 1 ]     |
| 2003年（平成15年） | 非公表       | 非公表       | [ 市 1 ]     |
| 2004年（平成16年） | 非公表       | 非公表       | [ 市 1 ]     |
| 2005年（平成17年） | 8,449        | 7,088        | [ 市 1 ]     |
| 2006年（平成18年） | 8,746        | 6,531        | [ 市 1 ]     |
| 2007年（平成19年） | 11,933       | 5,753        | [ 市 1 ]     |
| 2008年（平成20年） | 9,479        | 4,810        | [ 市 1 ]     |
| 2009年（平成21年） | 7,620        | 4,390        | [ 市 2 ]     |
| 2010年（平成22年） | 7,383        | 4,100        | [ 市 2 ]     |
| 2011年（平成23年） | 7,620        | 4,082        | [ 市 2 ]     |
| 2012年（平成24年） | 8,164        | 3,445        | [ 市 2 ]     |

## 駅周辺
特急列車停車駅ではあるが、乗換駅としての性格が強く、駅前も商店などは少ない。能代市街地（能代市役所）は五能線・能代駅が最寄り駅である。
- 秋田県道150号東能代停車場線
  - 国道7号
- 秋田県立能代高等学校
- 能代市立第五小学校
- あきた白神農業協同組合本店
- JR東日本東能代運輸区
- JR東日本東能代保線技術センター
- 東能代郵便局
- 檜山城跡
- 米代川
- ショッピングタウンアクロス能代
- セキトバイパス店
- イオンタウン能代

## バス路線
- 秋北バス
  - 能代駅前・能代バスステーション方面
  - 二ツ井・藤琴方面
- 能代駅前 - 東能代地区連絡コミュニティバス「ではるん」 - 秋北タクシー委託

## その他
- 仙台・東京方面への往復JRきっぷを購入した乗客が無料で利用できる「こまち駐車場」がある（46台分）。
- 待合室内にはかつて秋田車両センター（現・秋田総合車両センター南秋田センター）に所属していたキハ58-23の運転台が設置されている。以前は水槽も設置されており、地元の名産であるハタハタが飼育されていた。

## 隣の駅
東日本旅客鉄道（JR東日本）
■奥羽本線
- 特急「スーパーつがる」・「つがる」・臨時快速「リゾートしらかみ」停車駅

□快速
森岳駅 - 東能代駅 - 二ツ井駅
■普通
北金岡駅 - （南能代信号場） - 東能代駅 - 鶴形駅
■五能線
- 臨時快速「リゾートしらかみ」停車駅

□快速（上りのみ）・■普通
東能代駅 - 能代駅

### 記事本文